# Sarcophyton spinospiculatum
Sarcophyton spinospiculatum is een zachte koraalsoort uit de familie Alcyoniidae. De koraalsoort komt uit het geslacht Sarcophyton. Sarcophyton spinospiculatum werd in 1991 voor het eerst wetenschappelijk beschreven door Alderslade & Shirwaiker. 